# Le Vainqueur du ciel

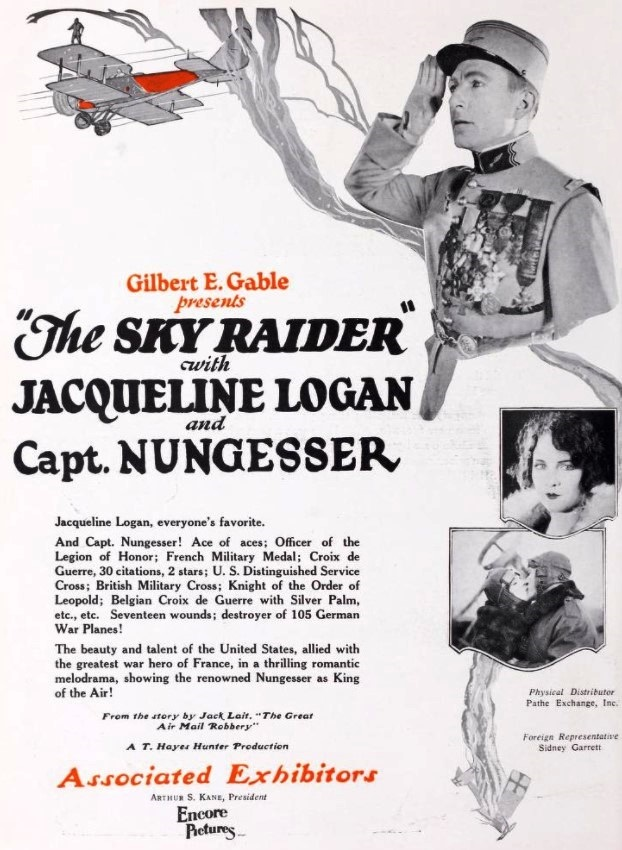
Annonce pour le film dans The Moving Picture World.

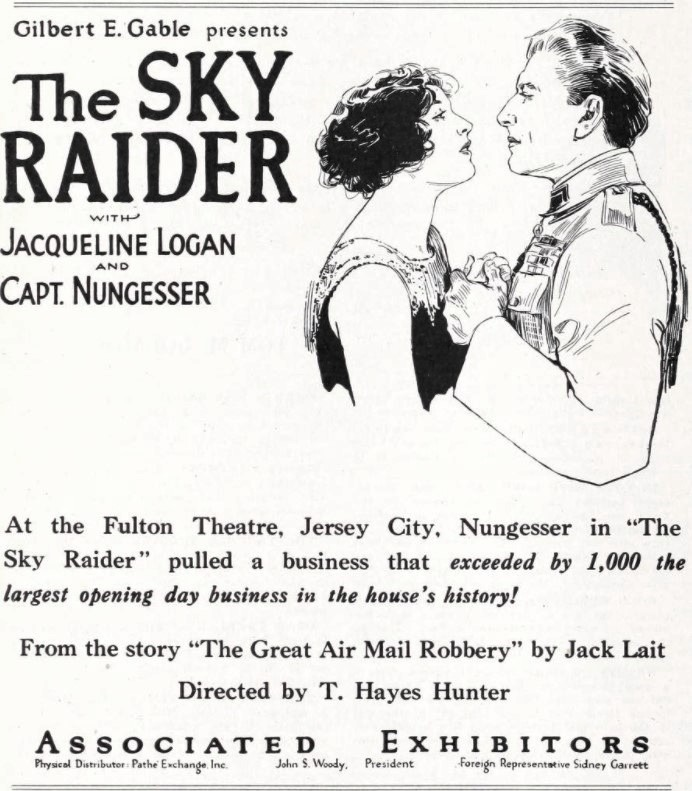
Annonce pour le film dans Exhibitors Herald.

Le Vainqueur du ciel (The Sky Raider) est un film américain réalisé par T. Hayes Hunter, sorti en 1925, avec dans le premier rôle masculin l'aviateur français Charles Nungesser.

## Synopsis
Gregg Vanesse, mécanicien de l'armée de l'air française, sabote l'avion du capitaine Charles Nungesser, le « démon volant » français, en insérant l'insigne de Paul Willard  dans le collecteur d'admission. Paul est arrêté, jugé et condamné à 20 ans de prison militaire.
Six ans plus tard, les Willard, une riche famille américaine, arrivent en France à la recherche de Paul, qui a déserté. Vanesse leur fait croire que Paul est mort en héros pendant la guerre. Les Willard rencontrent alors Nungesser, qui tombe amoureux de Lucille, la sœur de Paul, et décide de réhabiliter Paul.
Nungesser fait libérer Paul, puis se rend aux États-Unis pour retrouver Vanesse et découvrir la vérité sur le crime de Paul. Lorsque Nungesser découvre que Vanesse a l'intention de voler le courrier postal, avec l'aide de Paul, il capture Vanesse lors d'une arrestation audacieuse en plein vol et récupère l'argent.
Vanesse meurt dans un accident d'avion tandis que Paul est innocenté de toutes les accusations et épouse son ancienne fiancée, Marie. Nungesser et Lucille trouvent également le vrai bonheur.

## Fiche technique
- Réalisation : T. Hayes Hunter
- Scénario : Gerald C. Duffy d'après he Great Air Mail Robbery de Jack Lait (en)
- Producteur : Gilbert E. Gable
- Production : Encore Pictures Arcadia Productions, Inc.
- Distributeur : Associated Exhibitors
- Durée : 70 minutes
- Date de sortie : 5 mars 1925

## Distribution

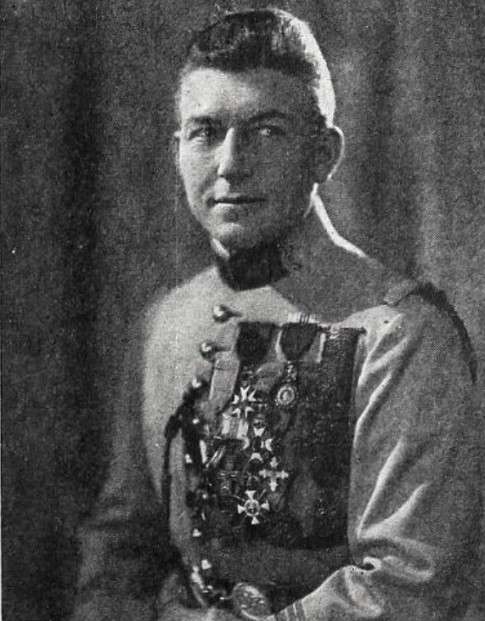
Charles Nungesser.

- Charles Nungesser : Capitaine Charles Nungesser
- Jacqueline Logan : Lucille Ward
- Gladys Walton : Marie
- Walter Miller : Paul Willard
- Lawford Davidson : Gregg Vanesse
- Theodore Babcock : Sen. Willard
- Ida Darling : Mrs. Willard
- Wilton Lackaye : Prison Commandant
- Edouard Durand : Forot